# Десантное (Одесская область)
Десантное (укр. Десантне, до 1945 года — Галилешты (рум. Galileşti) — село, относится к Вилковской общине Измаильского района Одесской области Украины.
Население по переписи 2001 года составляло 1816 человек. Почтовый индекс — 68341. Телефонный код — 4843. Занимает площадь 3,33 км². Код КОАТУУ — 5122380801.

## Население и национальный состав
По данным переписи населения Украины 2001 года распределение населения по национальному составу было следующим (в % от общей численности населения):
По Десантненскому сельскому совету: общее количество жителей — 2430 чел., из них украинцев — 1601 чел. (65,88 %); русские — 433 чел. (17,82 %); молдаване — 128 чел. (5,27 %); болгар — 87 чел. (3,58 %); гагаузов — 48 чел. (1,98 %); других — 133 чел (5,47 %).
По селу Десантное: общее количество жителей — 1840 чел., из них украинцев — 1384 чел. (75,22 %); русские — 223 чел. (12,12 %); молдаване — 58 чел. (3,15 %); болгар — 49 чел. (2,66 %); гагаузов — 28 чел. (1,52 %); других — 98 чел (5,33 %).
По селу Новониколаевка: общее количество жителей — 590 чел., из них украинцев — 217 чел. (36,78 %); русские — 210 чел. (35,59 %); молдаване −70 чел. (11,87 %); болгар — 38 чел. (6,44 %); гагаузов — 20 чел. (3,39 %); других — 35 чел. (5,93 %).
По данным переписи населения Украины 2001 года распределение населения по родному языку было следующим (в % от общей численности населения):
По Десантненскому сельскому совету: украинский — 76,65 %; русский — 18,02 %; белорусский — 0,08 %; болгарский — 1,08 %; армянский — 0,04 %; гагаузский — 0,87 %; молдавский — 2,54 %; цыганский — 0,54 %.
По селу Десантное: украинский — 88,55 %; русский — 7,60 %; белорусский — 0,11 %; болгарский — 0,66 %; гагаузский — 0,17 %; молдавский — 2,09 %; цыганский — 0,72 %.
По селу Новониколаевка: украинский — 39,86 %; русский — 50,26 %; болгарский — 2,39 %; армянский — 0,17 %; гагаузский — 3,07 %; молдавский — 3,92 %.